# Andrea Cionna
Andrea Cionna (Osimo, 5 gennaio 1968) è un atleta paralimpico italiano.

## Biografia
Cieco dall'età di 21 anni, ha iniziato a praticare atletica seguendo alcuni amici. Nel 1999 ha partecipato per la prima volta alla Maratona di New York e poi a quella di Praga, con l'aiuto dell'amico guida Gianluca Mengoni. Dopo queste esperienze, nel 2001 Cionna è stato ufficialmente convocato dalla Federazione Sport disabili del CONI. I primi titoli importanti arrivano l'anno dopo al Mondiale di Maratona di Lille, e nel 2003 nell'edizione greca ad Atene.
Ha partecipato alle Paralimpiadi estive 2004 vincendo il bronzo sia nella maratona che nei 10 000 metri T11 uomini.
Nel 2007, alle Paralimpiadi di San Paolo di Brasile si è laureato campione del mondo nei 5.000 metri e nei dieci mila.
Nello stesso anno è stato primatista mondiale sulla distanza della maratona categoria T11 con 2h31'59" (Roma 2007), tempo superato nel 2011 dall'atleta cileno Cristian Valenzuela con 2h41'04".
Nel 2008, a Pechino conquista il 6° Assoluto mentre ai mondiali in Nuova Zelanda si aggiudica una medaglia d'argento.
Andrea Cionna è anche appassionato di vela, disciplina che pratica regolarmente da parecchi anni e di cui è ambassador; spesso sostiene iniziative volte ad avvicinare gli ipovedenti a questo sport, che lui stesso ritiene d'aiuto e prezioso per i disabili visivi.

## Palmarès
- Giochi paralimpici
  - Atene 2004: bronzo maratona e 10 000 metri T11
- Campionati del mondo - Comitato Paralimpico Internazionale
  - 2002: oro maratona e bronzo 10 000 m T11
  - 2006: bronzo maratona T11
- Campionati del mondo I.B.S.A.
  - 2003: oro maratona, bronzo 10 000 m e 5º classif. nei 5 000 m T11
  - 2007: oro 5 000 m e 10 000 m T11
  - 2011: argento maratona T11
- Campionati europei
  - 2001; bronzo Corsa su strada
- Campionato nazionale
  - 2013; Grosseto, medaglia d'oro nei 10000 metri, ((36:47.628);[5]

## Onorificenze
- 2001 -  Medaglia d'argento: Campione europeo Atletica leggera - Mezza Maratona;[6]
- 2001 -  Medaglia di bronzo: 2º classificato nel Campionato europeo Atletica leggera - Corsa su strada;[6]
- 2002 -  Medaglia d'oro: Campione mondiale Atletica leggera - Maratona;[6]
- 2002 - Medaglia d'argento: 3º classificato nel campionato mondiale Atletica leggera - 10.000 metri piani;[6]
- 2003 - Medaglia d'oro: Campione mondiale Atletica leggera - Maratona;[6]
- 2003 - Medaglia d'argento: 3º classificato nel campionato mondiale Atletica leggera - 10.000 metri piani;[6]
- 2003 - Medaglia di bronzo: 5º classificato nel campionato mondiale Atletica leggera - 5000 metri piani;[6]
- 2004 - Medaglia d'argento - 3º classificato alle Paralimpiadi Atletica leggera - 10.000 metri piani e Maratona;[6]